# Caligus temnodontis
Caligus temnodontis is een eenoogkreeftjessoort uit de familie van de Caligidae. De wetenschappelijke naam van de soort is voor het eerst geldig gepubliceerd in 1924 door Brian.